# Paulus Bosveld
Paulus Bosveld, né en août 1732 à Strijen et mort le 21 janvier 1809 à Dordrecht, est un théologien et homme politique néerlandais.

## Biographie
Pauls Bosvled est l'un des pasteurs et des théologiens les plus réputés de Hollande. En février 1796, il est élu député à la première assemblée nationale batave. Unitariste modéré, il se prononce contre la séparation de l'Église et de l'État. Il n'est pas réélu lors du renouvellement de l'assemblée le 1er septembre 1797 et se retire de la vie politique.